# حياة جديدة (مسلسل)
حياة جديدة (بالتركية: Yeni Hayat)‏ هو مسلسل تلفزيوني تركي من صنف الدراما والرومنسية والأكشن. صدر الجزء الأول منه في 3 سبتمبر 2020 من إنتاج أوجو بيكتشرز وإخراج باشاك سويسال وجيم اوزودورو وتأليف إليف عثمان، سردار سويدان، دينيز بويوكيرلي. انتهى المسلسل في الحلقة التاسعة التي نشرت في 29 أكتوبر 2020.

## القصة
تدور أحداث القصة بعد مغادرة النقيب آدم شاهين القوات التركية الخاصة. وعمله كحارس شخصي لزوجة رجل الأعمال الثري والقوي تيمور كاراتان السيدة ياسمين. وعلى الرغم من نفور ياسمين وآدم من بعضهما البعض في البداية، إلا أن الكراه يتحول إلى حب ممنوع.

## أبطال العمل
- سركان شاي أوغلو: آدم شاهين
- ميليسا أسلي باموق: ياسمين كاراتان
- تايانتش أيايدين: تيمور كاراتان
- نيلبيري شاهينكايا: نيفين شاهين
- إيبيك فيليز يازجي: جوكشه كاراتان
- نيسا صوفيا أكسونجور: إجه شاهين

## موعد العرض
| الموسم | الموسم | الحلقات | الحلقات | البث الأصلي   | البث الأصلي    | البث الأصلي |
| الموسم | الموسم | الحلقات | الحلقات | البث الأول    | البث الأخير    | الشبكة      |
| ------ | ------ | ------- | ------- | ------------- | -------------- | ----------- |
|        | 1      | 9       | 9       | 3 سبتمبر 2020 | 29 أكتوبر 2020 | كانال دي    |